# Cleo (Sängerin)

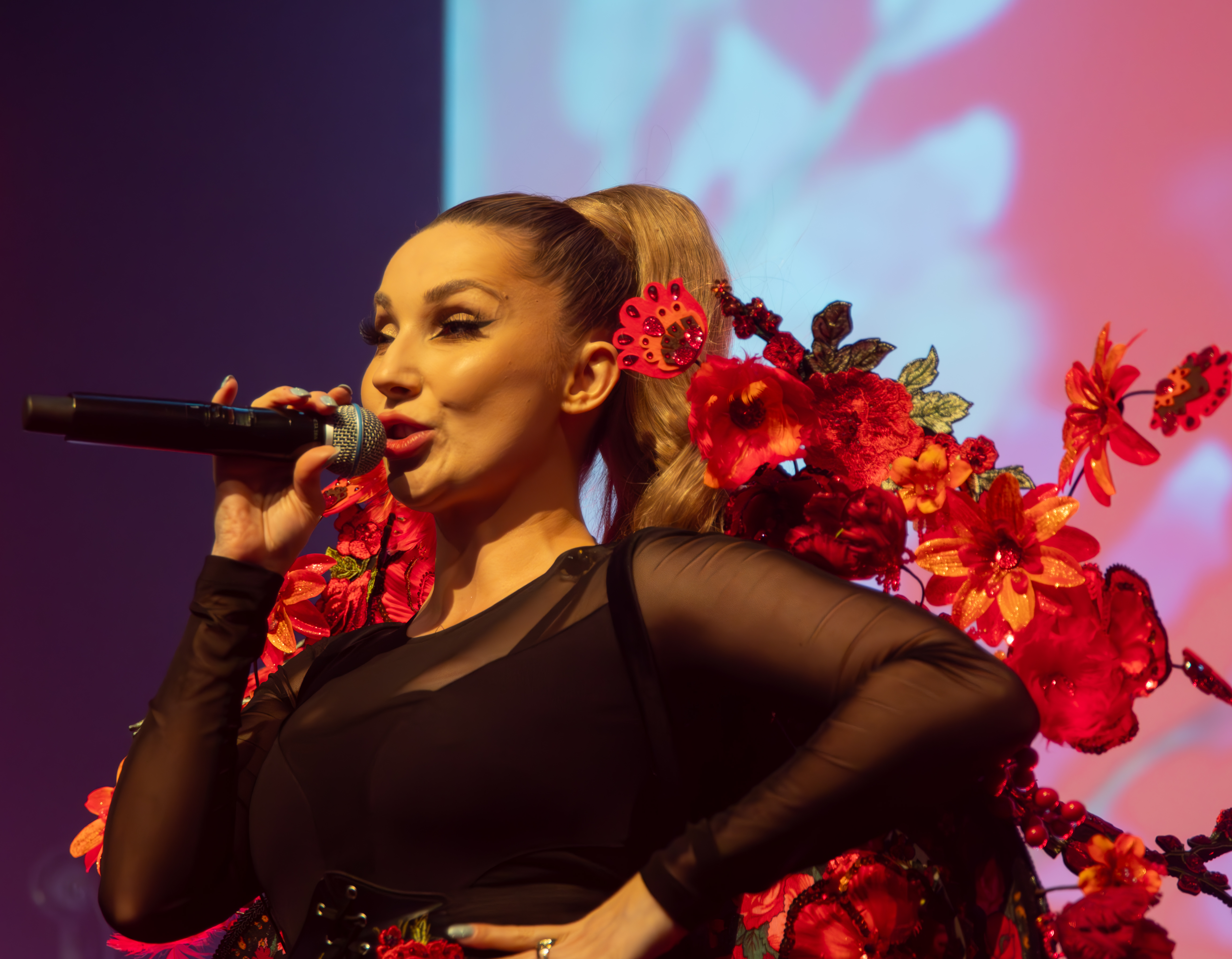
Cleo (2024)

Joanna Krystyna Klepko (* 25. Juni 1983 in Stettin), besser bekannt unter ihrem Künstlernamen Cleo, ist eine polnische Sängerin. Sie vertrat ihr Heimatland beim Eurovision Song Contest 2014 zusammen mit Donatan mit dem Lied My Słowianie und belegte dabei den 14. Platz.

## Leben
Klepko absolvierte ihr Landschaftsarchitektur-Studium an der Warschauer Naturwissenschaftlichen Universität. Sie war Mitglied des Gospelchors Soul Connection und nahm an der ersten Ausgabe des nationalen Musikwettbewerbs Studio Garaż teil, bei dem sie den ersten Platz in der Kategorie „Rhythm and Blues“ belegte. Seit 2013 arbeitet sie mit Donatan zusammen.
Am 25. Februar 2014 gab das polnische öffentlich-rechtliche Fernsehen TVP in der Talkshow Świat się kręci bekannt, dass Cleo zusammen mit Donatan und ihrem Lied My Słowianie Polen beim Eurovision Song Contest 2014 in Kopenhagen vertritt. Das Duo erreichte mit 62 Punkten den 14. Platz im Finale. Berücksichtigt man ausschließlich das Votum der Zuschauer, befände sich der Song mit 162 Punkten innerhalb der fünf topplatzierten, was zu wiederholter Kritik am geteilten Abstimmungsmodus zwischen Zuschauervoting und Jurymeinung beim Eurovision Song Contest führte.

## Diskografie

### Studioalben
| Jahr | Titel         | Höchstplatzierung, Gesamtwochen, AuszeichnungChartsChartplatzierungen (Jahr, Titel, Platzierungen, Wochen, Auszeichnungen, Anmerkungen) | Anmerkungen                                        |
| Jahr | Titel         | PL | Anmerkungen                                        |
| ---- | ------------- | --- | -------------------------------------------------- |
| 2014 | Hiper/Chimera | PL1 Diamant · (22 Wo.)PL | Erstveröffentlichung: 7. November 2014 mit Donatan |
| 2016 | Bastet        | PL3 ×4Vierfachplatin · (6 Wo.)PL | Erstveröffentlichung: 2. September 2016            |
| 2020 | Supernova     | PL9 ×4Vierfachplatin · (4 Wo.)PL | Erstveröffentlichung: 18. September 2020           |
| 2022 | Vinylova      | PL6 Platin · (3 Wo.)PL | Erstveröffentlichung: 20. Mai 2022                 |

### Singles
| Jahr | Titel Album                               | Höchstplatzierung, Gesamtwochen, AuszeichnungChartsChartplatzierungen (Jahr, Titel, Album, Platzierungen, Wochen, Auszeichnungen, Anmerkungen) | Anmerkungen                                                  |
| Jahr | Titel Album                               | PL | Anmerkungen                                                  |
| --- | ----------------------------------------- | --- | ------------------------------------------------------------ |
| 2013 | My Słowianie / Slavic Girls Hiper/Chimera | PL2 (8 Wo.)PL | Erstveröffentlichung: 4. November 2013 mit Donatan           |
| 2014 | Cicha woda Hiper/Chimera                  | PL11 (2 Wo.)PL | Erstveröffentlichung: 23. April 2014 mit Donatan feat. Sitek |
| 2015 | Zabiorę nas Bastet                        | PL8 Diamant · (13 Wo.)PL | Erstveröffentlichung: 30. Dezember 2015                      |
| 2016 | Wolę być Bastet                           | PL34 Platin · (4 Wo.)PL | Erstveröffentlichung: 13. Mai 2016                           |
| 2016 | N-O-C Bastet                              | PL28 ×3Dreifachplatin · (5 Wo.)PL | Erstveröffentlichung: 5. Juli 2016                           |
| 2016 | Na pół Bastet                             | PL35 Gold · (6 Wo.)PL | Erstveröffentlichung: 6. Dezember 2016                       |
| 2018 | Łowcy gwiazd Supernova                    | PL6 Diamant · (32 Wo.)PL | Erstveröffentlichung: 7. Februar 2018                        |
| 2018 | Film Supernova                            | PL54 (2 Wo.)PL | Erstveröffentlichung: 3. September 2018                      |
| 2019 | Za krokiem krok –                         | PL1 ×2Doppeldiamant · (72 Wo.)PL | Erstveröffentlichung: 24. Mai 2019                           |
| 2019 | Dom –                                     | PL1 Diamant · (45 Wo.)PL | Erstveröffentlichung: 7. November 2019                       |
| 2020 | Alfabet świateł Supernova                 | PL5 Gold · (18 Wo.)PL | Erstveröffentlichung: 6. März 2020                           |
| 2020 | Znikam Supernova                          | PL17 (10 Wo.)PL | Erstveröffentlichung: 9. September 2020 feat. B.R.O          |
| 2021 | Kocham Vinylova                           | PL12 (19 Wo.)PL | Erstveröffentlichung: 9. Februar 2021                        |
| 2021 | Polskie Mexico –                          | PL52 (3 Wo.)PL | Erstveröffentlichung: 23. Juli 2021 feat. Lexy               |
| 2022 | Mniej znaczy więcej Vinylova              | PL47 (7 Wo.)PL | Erstveröffentlichung: 8. April 2022                          |
| 2024 | Dziewczyno Piękna –                       | PL47 ×3Dreifachplatin · (17 Wo.)PL | Erstveröffentlichung: 18. April 2024 mit Skolim              |
| Folgende Lieder erschienen nicht als Single, wurden aber durch das Album zum Download und Streaming bereitgestellt und konnten somit eine Platzierung erlangen: |                                           | |                                                              |
| |                                           | |                                                              |
| 2022 | Żywioły Vinylova                          | PL18 (6 Wo.)PL |                                                              |

Weitere Singles
- 2014: Slavica (mit Donatan)
- 2014: Ten czas (mit Donatan feat. Bednarek)
- 2014: Brać (mit Donatan feat. Enej)
- 2014: Sztorm (mit Donatan)
- 2018: Eva (PL: Gold)
- 2020: Bratnie dusze (PL: Gold)

Weitere Lieder mit Auszeichnung
- 2017: Mi-Się (PL: Platin)
- 2017: Pali się (PL: Gold)